# Премьер-министры Гамбии
Премье́р-мини́стр Га́мбии (англ. Prime Minister of Gambia) являлся главой правительства Гамбии.

## Главный министр (премьер-министр) Гамбии (колония и протекторат, 1960—1965 годы)
Гла́вный мини́стр Гамбии (англ. Chief Minister of The Gambia) — в колонии и протекторате Великобритании Гамбия — глава правительства, которому принадлежала ограниченная исполнительная власть. Им становился лидер победившей на выборах в парламент партии. Должность была введена в 1961 году в соответствии с принятой в 1960 году первой конституцией страны.
После принятия в 1962 году новой конституции должность стала именоваться Премьер-министр Гамбии (англ. Prime Minister of The Gambia)
|   | Портрет                            | Имя                                                           | Вступил в должность | Покинул должность | Политическая партия           | Выборы |
| - | ---------------------------------- | ------------------------------------------------------------- | ------------------- | ----------------- | ----------------------------- | ------ |
| 1 | Флаг колонии и протектората Гамбия | Пьер Сарр Н’Джи (1909—1993) англ. Pierre Sarr N'Jie           | 14 марта 1961       | 12 июня 1962      | Объединённая партия           | 1960   |
| 2 |                                    | Дейвид Кайраба Джавара (1924—2019) англ. David Kairaba Jawara | 12 июня 1962        | 18 февраля 1965   | Народная прогрессивная партия | 1962   |

## Премьер-министр Гамбии (доминион, 1965—1970 годы)
Премьер-министр Гамбии (англ. Prime Minister of The Gambia) — в доминионе Великобритании Гамбия — глава правительства, которому принадлежала ограниченная исполнительная власть. Им становился лидер победившей на выборах в парламент партии. Должность была введена в 1965 году в соответствии с принятым в 1964 году Актом о независимости Гамбии, по которому в стране была установлена вестминстерская система, когда главу государства — монарха Гамбии (королеву Елизавету II) представлял назначаемый ею генерал-губернатор для осуществления её обязанностей в качестве королевы Гамбии. Генерал-губернаторы несли ответственность за назначение премьер-министра, а также других министров правительства после консультаций с премьер-министром.
|   | Портрет | Имя                                                              | Вступил в должность | Покинул должность | Политическая партия           | Выборы |
| - | ------- | ---------------------------------------------------------------- | ------------------- | ----------------- | ----------------------------- | ------ |
| 2 |         | Сэр Дауда Кайраба Джавара (1924—2019) англ. Dawda Kairaba Jawara | 18 февраля 1965     | 24 апреля 1970    | Народная прогрессивная партия | 1966   |

После провозглашения Гамбии республикой 24 апреля 1970 года пост премьер-министра был упразднён, а Дауда Кайраба Джавара стал президентом страны (до 1994 года).